# Ignacio Buse
Ignacio Marcel Buse Acurio (Lima, 25 de marzo de 2004) es un tenista peruano, conocido por participar en el equipo de tenis en la Copa Davis 2023.También es conocido por participar en la Qualy de los cuatro Grand Slams del año (Australian Open, Roland Garros, Wimbledon y US Open)

## Reseña biográfica
Es nieto de Eduardo Buse, quien fuera tenista junto a con su hermano Enrique Buse. Es sobrino del cocinero de renombre mundial, Gastón Acurio.
Su ranking Asociación de Tenistas Profesionales (ATP) de individuales más alto es el 152, el 9 de junio de 2025. En el ranking ATP de dobles ha llegado al puesto 439.
Buse representó a Perú en la Copa Davis , donde tiene un balance 3-2 V/D. Firmó para jugar tenis universitario en la Universidad de Georgia y es considerado uno de los jugadores más prometedores que salen de Perú junto con su amigo Gonzalo Bueno.

## Carrera

### 2019-2021 Circuito ITF
El 26 de diciembre de 2021 llega al puesto 9 del ranking de la Federación Internacional de Tenis (ITF por sus siglas en inglés), circuito ITF en el que entró en mayo del 2019.

### 2022 Entra en el Circuito ATP
En 2022 junto a su compatriota Ignacio Buse hicieron historia al llegar a la final de Roland Garros Junior, lamentablemente para la pajera sudamericana cayeron en la final ante la dupla del croata Mili Poljicak y el lituano Edas Butvilas, 4° y 10° del ranking, respectivamente por 6-4 y 6-0.
Los peruanos también jugaron Wimbledon Junior donde cayeron en primera ronda en un partido luchado, el Us Open donde llegaron a semifinales. Buse junto al búlgaro Dinko Dinev llegaron a segunda ronda en el Abierto de Australia Junior.
En los Juegos Panamericanos Junior de 2021, lograron la medalla de oro en dobles.

### 2023: Primera final Challenger en dobles
En agosto, Buse alcanza su primera final Challenger en dobles, en Lima junto a Jorge Panta.

### 2024: Primera final Challenger individual, debuta en el Top 250 ATP
En febrero de 2024, venció en la copa Davis al chileno Nicolás Jarry, entonces 22 ATP, por 6-2, 2-6, 6-3. Seguidamente recibió una invitación (wildcard) para la fase previa del Chile Open 2024 (cayó contra el argentino Francisco Comesaña por muy poco). En agosto alcanzó su primera final del circuito Challenger en la ciudad italiana de Como, perdiendo con Gabriel Debru.

### 2025: entra en el Top 200 ATP y primera victoria ATP
Entra en la fase previa del Abierto de Australia después que se retira un tenista ya clasificado por lesión. El 07 de enero, Buse se enfrentaría ante el máximo preclasificado de la Previa, Dominik Koepfer, 101 ATP, perdiendo tras un disputado encuentro (6-2, 3-6, 6-7 en tres horas).
El 20 de febrero recibe una invitación del torneo ATP250 de Santiago de Chile para participar sin necesidad de jugar la clasificación. Debutó y cayó derrotado ante el servio Laslo Djere, el campeón del torneo, por 6-3, 6-4.
El Challenger75 de Santiago y los siguientes triunfos, después de la victoria por doble 6-2 al brasileño Lucas Da Silva y la derrota de Varillas en el mismo torneo, pusieron a Buse en el puesto número uno del ranking de Perú. En semifinales cayó ante Thiago Monteiro por 7-5, 7-6.
En el Challenger100 de Menorca (España) Buse triunfó sobre el ex 3 del mundo, Marin Cilic con un gran resultado, 6-2 6-1 en menos de una hora; En octavos, ganó al zurdo Daniel Rincón por otro gran tanteo, 6-0, 6-1; en cuartos, ganó al húngaro Zsombor Piros por 7-6, 6-3 logrando;  pero en semifinales caería ante Vilius Gaubas en tres sets por 4-6, 6-4, 4-6. 
En el Challenger175 de Aix-en-Provence realizó un gran torneo. Supera la previa y llega a cuartos al vencer al italiano Luciano Darderi, 43 ATP, por 6-0, 6-4; luego venció al norteamericano Reilly Opelka, 7-6,2-3 y retirada, para caer en semifinales ante el croata Borna Coric, eventual campeón, por 6-4, 2-6, 3-6. Su ranquin mejora 39 puestos, 171.º ATP .
No consiguió pasar la previa de Roland Garros cuando perdió con Yannick Hanfmann. Pero después de una derrota en cuartos del torneo de Vicenza, ganó su primer torneo Challenger 100, el de Heilbronn, venciendo en la final al holandés Guy Den Ouden por 7-5, 7-5 y subiendo hasta el puesto 152 ATP.
En el torneo ATP250 de Gstaad, luego de clasificar al cuadro principal, logro su primera victoria oficial a nivel ATP, tras vencer al cabeza de serie n. 5 Laslo Djere por 7-6(4), 1-6, 6-4 en dos horas y 22 minutos. En segunda ronda derrotó al polaco Kamil Majchrzak tras remontar el partido por 1-6, 7-5, 6-1 en casi dos horas de partido.

## Distinciones
Juegos Panamericanos Junior de 2021,  medalla de oro en dobles junto a Gonzalo Bueno.

## Títulos Challenger; 1 (1 + 0)

### Individual (1)
| N.º | Fecha              | Torneo                  | Superficie    | Oponente en la final | Resultado |
| --- | ------------------ | ----------------------- | ------------- | -------------------- | --------- |
| 1.  | 8 de junio de 2025 | Challenger de Heilbronn | Tierra batida | Guy den Ouden        | 7-5, 7-5  |

## Títulos ITF (3; 3+0)

### Individuales (3)
| N.º | Fecha                 | Torneo      | Superficie    | Oponente en la final    | Resultado    |
| --- | --------------------- | ----------- | ------------- | ----------------------- | ------------ |
| 1.  | 8 de octubre de 2023  | M25 Mendoza | Tierra batida | Luciano Emanuel Ambrogi | 7-6 (4), 6-3 |
| 2.  | 15 de octubre de 2023 | M25 Zapopan | Tierra batida | Victor Lilov            | 6-3, 7-6 (1) |
| 3.  | 19 de mayo de 2024    | M25 Vich    | Tierra batida | Albert Pedrico Kravtsov | 6-3, 6-2     |

## Clasificación histórica
- Actualizado al 17 de julio de 2025.

| Torneos de Grand Slam |      |      |      |       |     |       |
| Abierto de Australia | ND   | ND   | Q1   | 0 / 0 | 0-0 | 0 %   |
| Roland Garros | ND   | ND   | Q1   | 0 / 0 | 0-0 | 0 %   |
| Wimbledon | ND   | ND   | Q1   | 0 / 0 | 0-0 | 0 %   |
| US Open | ND   | ND   | Q2   | 0 / 0 | 0-0 | 0 %   |
| Títulos | 0    | 0    | 0    | 0 / 0 | 0-0 | 0 %   |
| Ganados-perdidos | 0-0  | 0-0  | 0-0  | 0 / 0 | 0-0 | 0 %   |
| ATP Tour 250 |      |      |      |       |     |       |
| Santiago | ND   | 1R   | 1R   | 0 / 2 | 0-2 | 0 %   |
| Gstaad | ND   | ND   | CF   | 0 / 1 | 2-0 | 100 % |
| Kitzbühel | ND   | 1R   |      | 0 / 1 | 0-1 | 0 %   |
| Títulos | 0    | 0    | 0    | 0 / 4 | 2-3 | 40 %  |
| Ganados-perdidos | 0-0  | 0-2  | 2-1  | 0 / 4 | 2-3 | 40 %  |
| Representación Nacional |      |      |      |       |     |       |
| Copa Davis | GM I | GM I | GM I | 0 / 3 | 3-2 | 60 %  |
| Ganados-perdidos | 1-0  | 1-2  | 1-0  | 0 / 3 | 3-2 | 60 %  |
| |      |      |      |       |     |       |
| Leyenda: G: Torneo ganado; F: Finalista; SF: Semifinalista; CF: Cuartos de final; R: Rondas previas; RR: Round Robin; PO: Repesca; A: Ausente; G-P: Ganados-Perdidos. |      |      |      |       |     |       |

## Evolución en la clasificación de la ATP
Variaciones en la clasificación de la  ATP al final de la temporada.
| Año >                         | 2022 | 2023 | 2024 | 2025 |
| ----------------------------- | ---- | ---- | ---- | ---- |
| Clasificación en individuales | 721  | 444  | 234  | 152  |